# الیزابت ولش
الیزابت ولش (انگلیسی: Elisabeth Welch؛ ۱۹ فوریه ۱۹۰۴ – ۱۵ ژوئیهٔ ۲۰۰۳) بازیگر و خواننده اهل ایالات متحده آمریکا بود.
از فیلم‌ها یا برنامه‌های تلویزیونی که وی در آن نقش داشته است، می‌توان به طوفان اشاره کرد.